# Конкурс пианистов имени Бузони
Международный конкурс пианистов имени Бузони (итал. Concorso Pianistico Internazionale Ferruccio Busoni, нем. Internationaler Klavierwettbewerb Ferruccio Busoni) — конкурс академических пианистов. Проходит с 1949 г. в итальянском городе Больцано. Проводился ежегодно до 2001 г., в настоящее время проходит раз в два года.
Инициатива проведения конкурса принадлежала руководителю консерватории Больцано Чезаре Нордио, имевшему большой опыт работы в жюри Международного конкурса пианистов в Вене. Для Больцано, расположенного на границе с Австрией и имеющего значительное немецкое население, в непростой обстановке сразу после Второй мировой войны было важно подчеркнуть плодотворность германо-итальянского культурного диалога, и для этой цели как нельзя лучше подходила фигура патрона премии, итальянского пианиста и композитора Ферруччо Бузони, бо́льшую часть жизни проведшего в Германии и внесшего большой вклад в развитие немецкой музыки.
Первый конкурс в 1949 году приветствовала тёплым письмом вдова Бузони Герда Шёстранд. В работе конкурса принимал активное участие знаменитый итальянский пианист Артуро Бенедетти Микеланджели, на протяжении первых четырёх лет трижды входивший в жюри. Бессменным председателем жюри до 1962 г. был Чезаре Нордио. В дальнейшем жюри возглавляли итальянские специалисты Джорджо Федерико Гедини (1963), Джорджо Камбисса (1964—1981), Хуберт Штупнер (1982—1996), Роман Влад (1998—2000), Андреа Бонатта (2001—2004), Мария Типо (2005); единственным иностранцем во главе жюри был в 1997 г. швейцарский композитор и пианист Рольф Либерман. В разные годы среди членов жюри были такие выдающиеся музыканты, как Лев Власенко, Вера Горностаева, Виктор Мержанов, Алексей Наседкин, Николай Петров, Владимир Крайнев, Элисо Вирсаладзе (СССР), Дмитрий Башкиров, Белла Давидович, Лазарь Берман (Россия), Карло Цекки (Италия), Пауль Бадура-Шкода (Австрия), Ивонна Лорио, Игорь Маркевич (Франция), Пауль Баумгартнер, Владимир Фогель (Швейцария), Галина Черны-Стефаньска (Польша), Панчо Владигеров (Болгария) и др.
Требовательность жюри конкурса имени Бузони всегда была высокой, и часто не только первая, но и вторая премия не присуждались. Тем не менее, список лауреатов премии довольно представителен.

## Лауреаты конкурса
| 1949      | первая премия не присуждена (второе место — Лодовико Лессона, четвёртое место — Альфред Брендель)                          |
| 1950      | первая премия не присуждена (второе место — Карл-Хайнц Шлютер)                                                             |
| 1951      | первая премия не присуждена (третье место — Вальтер Клин и Карл Энгель)                                                    |
| 1952      | Серджо Пертикароли (Италия)                                                                                                |
| 1953      | Элла Голдстейн (США) |
| 1954      | Альдо Манчинелли (США) |
| 1955      | первая премия не присуждена                                                                                                |
| 1956      | Йорг Демус (Австрия) |
| 1957      | Марта Аргерих (Аргентина) (второе место — Айвен Дэвис и Джером Ловенталь)                                                  |
| 1958      | первая премия не присуждена (второе место — Хосе Каан и Роналд Турини)                                                     |
| 1959      | первая премия не присуждена (второе место — Джон Перри и Сесиль Уссе)                                                      |
| 1960      | первая премия не присуждена                                                                                                |
| 1961      | Джером Роуз (США) |
| 1962      | первая премия не присуждена                                                                                                |
| 1963      | первая премия не присуждена                                                                                                |
| 1964      | Майкл Понти (США) (второе место — Франсуа Жоэль Тиойе)                                                                     |
| 1965      | первая премия не присуждена                                                                                                |
| 1966      | Гаррик Олссон (США) |
| 1967      | первая премия не присуждена (второе место — Иван Клански)                                                                  |
| 1968      | Владимир Селивохин (СССР)                                                                                                  |
| 1969      | Пэк Кон У (Южная Корея) — Золотая медаль, первый и единственный раз в истории конкурса Урсула Оппенс (США) — первая премия |
| 1970      | первая премия не присуждена (специальный приз — Мария Луиза Лопес Вито)                                                    |
| 1971      | первая премия не присуждена                                                                                                |
| 1972      | Арналду Кохен (Бразилия)                                                                                                   |
| 1973      | первая премия не присуждена                                                                                                |
| 1974      | Роберт Бенц (ФРГ) (второе место — Паскаль Девуайон)                                                                        |
| 1975      | первая премия не присуждена (второе место — Стаффан Скейя)                                                                 |
| 1976      | Роберто Каппелло (Италия)                                                                                                  |
| 1977      | первая премия не присуждена                                                                                                |
| 1978      | Борис Блох (СССР, США) |
| 1979      | Кэтрин Виккерс (Канада) |
| 1980      | первая премия не присуждена                                                                                                |
| 1981      | Маргарита Хёэнридер (ФРГ) (второе место — Лев Наточенный)                                                                  |
| 1982      | первая премия не присуждена                                                                                                |
| 1983      | первая премия не присуждена                                                                                                |
| 1984      | Луи Лорти (Канада) |
| 1985      | Жозе Карлуш Кокарелли (Бразилия)                                                                                           |
| 1986      | первая премия не присуждена (второе место — Бенджамин Фрит и Предраг Мужиевич                                              |
| 1987      | Лилия Зильберштейн (СССР)                                                                                                  |
| 1988      | первая премия не присуждена                                                                                                |
| 1989      | первая премия не присуждена                                                                                                |
| 1990      | первая премия не присуждена (второе место — Карина Явленская)                                                              |
| 1991      | первая премия не присуждена                                                                                                |
| 1992      | Анна Кравченко (Украина)                                                                                                   |
| 1993      | Роберто Коминати (Италия) (второе место — Виталий Самошко)                                                                 |
| 1994      | Мзия Симонишвили (Грузия)                                                                                                  |
| 1995      | Александр Штаркман (Россия)                                                                                                |
| 1996      | первая премия не присуждена                                                                                                |
| 1997      | первая премия не присуждена                                                                                                |
| 1998      | первая премия не присуждена                                                                                                |
| 1999      | Александр Кобрин (Россия)                                                                                                  |
| 2000      | первая премия не присуждена                                                                                                |
| 2001      | Александр Романовский (Украина)                                                                                            |
| 2002/2003 | первая премия не присуждена                                                                                                |
| 2004/2005 | Джузеппе Андалоро (Италия)                                                                                                 |
| 2006/2007 | первая премия не присуждена                                                                                                |
| 2008/2009 | Михаил Лифиц (Германия) |
| 2010/2011 | первая премия не присуждена (вторая премия — Анна Булка и Антоний Барышевский)                                             |
| 2012/2013 | первая премия не присуждена                                                                                                |
| 2014/2015 | Хлоя Мун (Южная Корея) |
| 2016/2017 | Иван Крпан (Хорватия) |
| 2018/2019 | Эмануил Иванов (Болгария)                                                                                                  |
| 2020/2021 | Пак Джэхон (Южная Корея)                                                                                                   |
| 2023      | Арсений Мун (Россия) |